# Paul Lincke

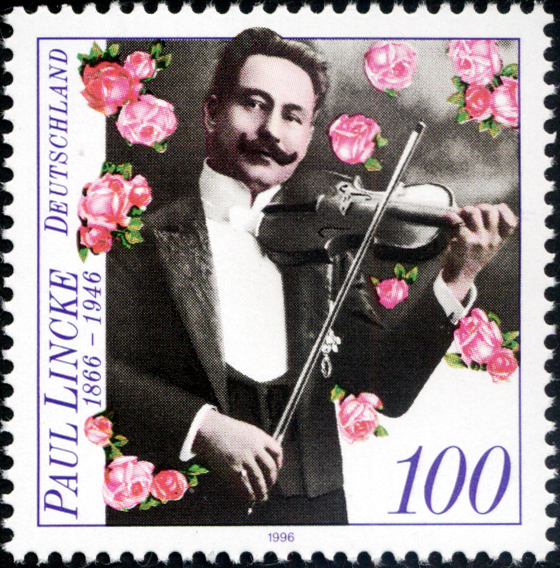
Paul Lincke, 1996.

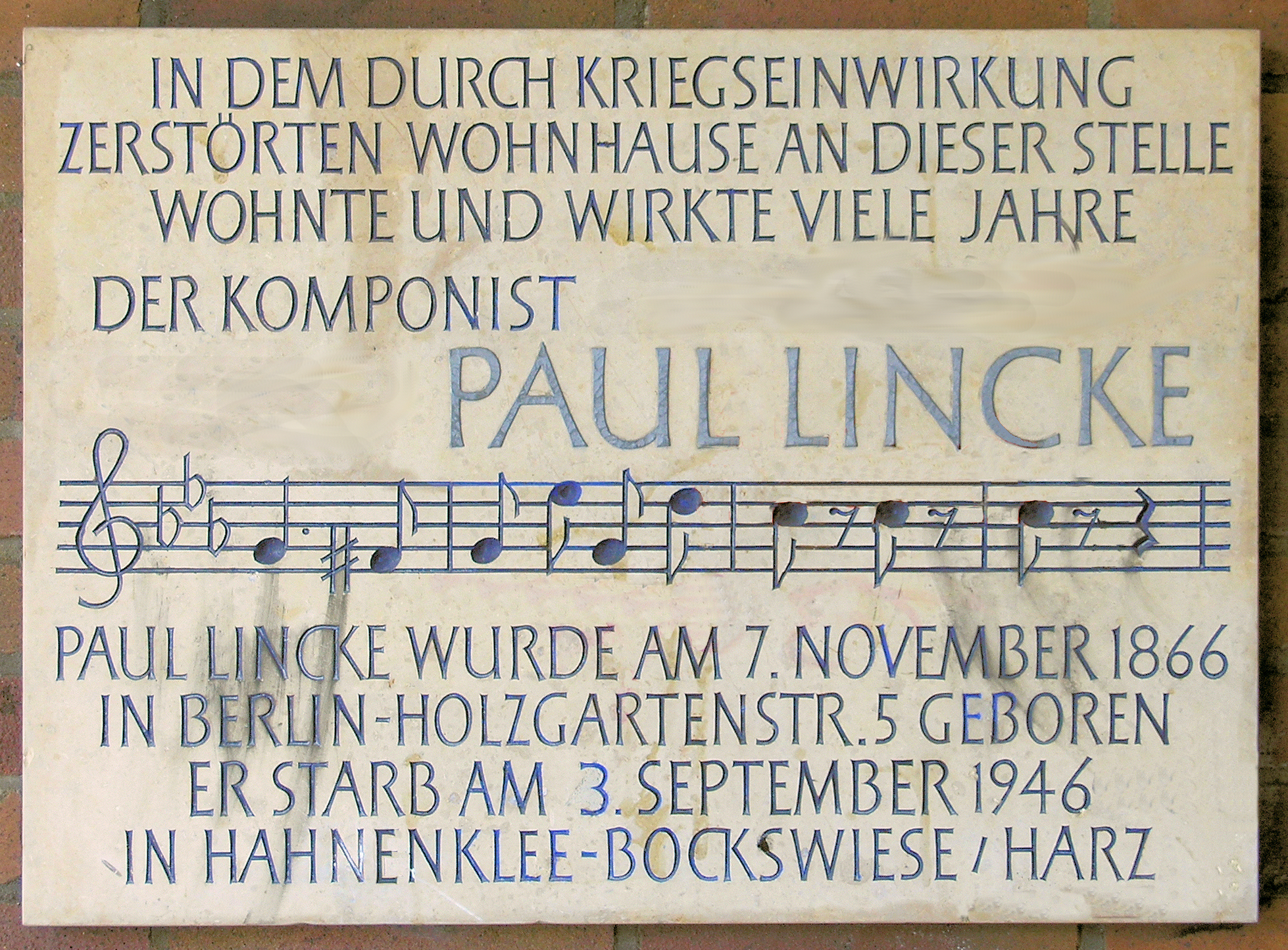
Memorial Oranienstrasse 64, Berlin.

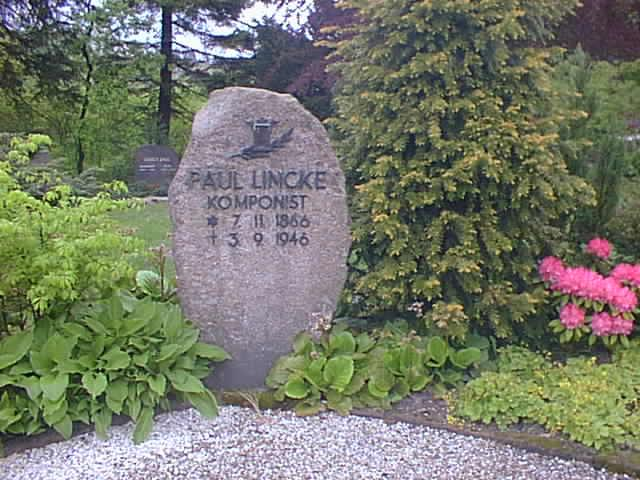
Hahneklee 2004

Carl Emil Paul Lincke (Berlín, 7 de novembre de 1866 – Hannenklee, 3 de setembre de 1946) va ser un compositor alemany la cançó del qual Berliner Luft ("Aires de Berlín") es va convertir en l'himne de la seva ciutat natal, Berlín. Considerat el pare de l'opereta berlinesa, és l'equivalent de Berlín a Jacques Offenbach a París i Johann Strauss a Viena.
Va estudiar en la Wittenberger Stadtkapelle i va començar la seva carrera com a director d'una banda. Va treballar amb gran èxit en els teatres berlinesos Apollo i Metropol, èxits que el van portar al Folies-Bergere de París durant dos anys.
La marxa Berliner Luft ve de la seva opereta Frau Luna (1899) sobre el viatge a la Lluna en un globus per un grup de membres de l'alta classe berlinesa.
Altres operetes són Im Reiche des Indra i Lysistrata la cançó de les quals "Das Glühwürmchen" ("La cuca de llum") es va fer internacionalment famosa en les versions angleses de Lilla Cayley Robinson, Johnny Mercer i d'altres.
Es va casar el 1893 amb la jove soubrette i actriu Anna Müller-Lincke (1869-1935) i va mantenir una llarga relació amb l'actriu Ellen Sousa amb qui va tenir un fill. Mai es van casar davant la negativa d'ella.
Va ser declarat ciutadà il·lustre de Berlín i el 1943 mentre dirigia a Marienbad el seu apartament del carrer Oranien va ser bombardejat i mai més va tornar a Berlín.
Va ser el compositor de la dansa escoltada en la pel·lícula Titanic mentre la nau s'enfonsa.
Berliner Luft és el bis tradicional de l'Orquestra Filharmònica de Berlín i s'executa durant celebracions de l'any nou. També es va executar per Plácido Domingo en les celebracions del 20è aniversari de la caiguda del mur de Berlín.

## Operettes (selecció)
- Venus auf Erden (Berlín 1897)
- Frau Luna (Berlín 1899)
- Im Reiche des Indra (Berlín 1899)
- Fräulein Loreley (Berlín 1900)
- Lysistrata (Berlín 1902)
- Nakiris Hochzeit, oder Der Stern von Siam (Berlín 1902)
- Prinzess Rosine (Berlín 1905)
- Casanova (Darmstadt 1913)
- Ein Liebestraum (Hamburg 1940)